# Jon Fleming
Jon Fleming (ur. 1981 w Neenah) – amerykański aktor filmowy i telewizyjny.

## Życiorys
Urodził się w miejscowości Neenah w stanie Wisconsin, gdzie też się wychowywał. Uczęszczał do szkoły średniej i grał w drużynie futbolowej z producentem i aktorem Steffenem Schlachtenhaufenem.
Przyjął rolę Russella, przystojnego studenta aktorstwa w sitcomie stacji NBC Para nie do pary (Will & Grace, 2002-2005). Potem występował gościnnie w popularnych programach i serialach telewizyjnych, w tym FOX MADtv, Cinemax Black Tie Nights, ABC Gotowe na wszystko (Desperate Housewives), CBS Rozwodnik Gary (Gary Unmarried) czy operach mydlanych NBC - Dni naszego życia (Days of Our Lives) i w dwóch odcinkach opery mydlanej NBC Passions w dwóch różnych rolach. 
W drugim sezonie gejowskiego serialu stacji here! Hotel Dantego (Dante's Cove, 2006-2007) zastąpił Stephena Amella w roli Adama. W komedii Raj dla par (Couples Retreat, 2009) pojawił się jako DJ u boku Vince’a Vaughna, Kristen Bell, Jasona Batemana i Jeana Reno. W dramacie Grinder (2016) zagrał postać Richa, pozbawionego skrupułów agenta modeli.
Zamieszkał w Hollywood. Zajmuje się także modelingiem i pracuje jako osobisty trener. 
W 2017 pod pseudonimem Luke wziął udział w wideo w scenie masturbacji dla TheGuySite.

## Wybrana filmografia
- 2002: Passions jako Clem
- 2002: Will & Grace (Para nie do pary) jako Russell
- 2003: Passions jako chłopak od basenu
- 2003: Will & Grace (Para nie do pary) jako Russell
- 2004: Black Tie Nights - A Girl Thing jako  Tom
- 2004: MADtv jako chłopak w Speedo
- 2005: Gotowe na wszystko (Desperate Housewives) jako Jogger
- 2005: Dni naszego życia (Days of Our Lives) jako superbohater
- 2005: Will & Grace (Para nie do pary) jako Russell
- 2006-2007: Hotel Dante (Dante's Cove)
- 2009: Rozwodnik Gary (Gary Unmarried) jako Diego
- 2009: Castle jako Will James
- 2009: CSI: Kryminalne zagadki Nowego Jorku jako Derek Payley